# Guillaume Seignac
Guillaume Seignac (Rennes, 1870 - París, 1924) fou un pintor acadèmic francès. Va pertànyer a l'escola d'Écouen. Va estudiar art a l'Escola de Belles Arts de París i a l'Académie Julien de París de 1889 a 1895, on va tenir diversos mestres, entre ells Gabriel Ferrier, i Tony Robert-Fluery i va coincidir amb William A. Bouguereau, que va exercir una gran influència a Seignac. Va conrear en tota la seva carrera l'academicisme clàssic, amb una temàtica gairebé exclusiva en els seus quadres de temes al·legòrics, mitològics i de belles dones, moltes d'eles nues, amb reminiscències de l'antiguitat, que s'aprecien especialment en el tractament dels drapejats, amb gran influència de l'escultor Fídies i dels frescos de Miquel Àngel. Seignac va participar amb regularitat al Saló de París des de 1897, guanyant diversos premis, entre els quals destaquen una menció honorífica (1900) i una medalla de tercera classe (1903).

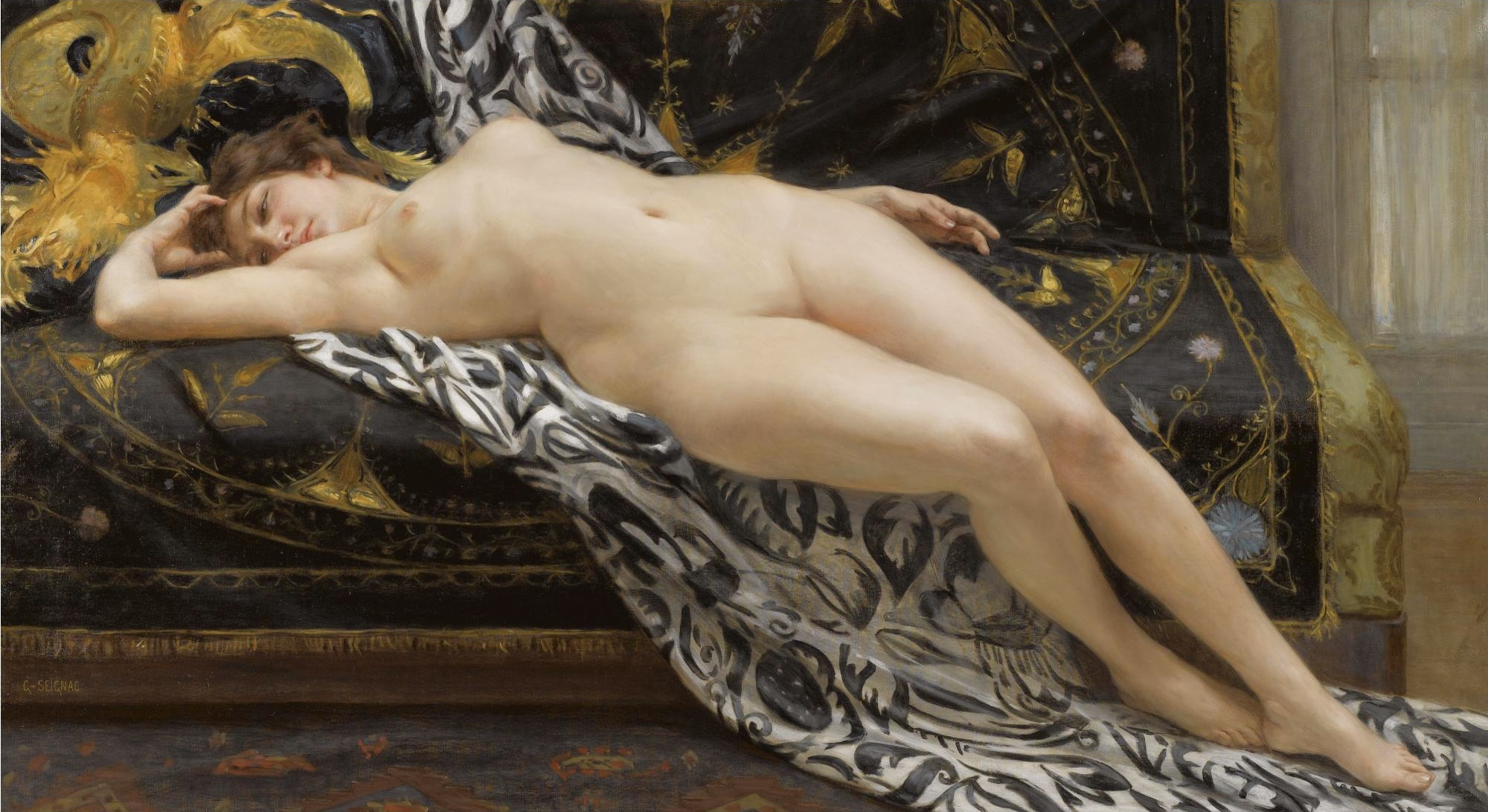
L'abandon
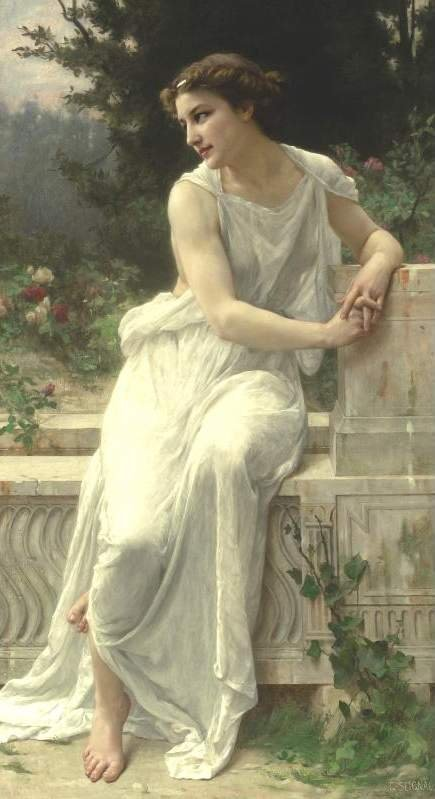
Jeune femme de Pompéi à une terrasse
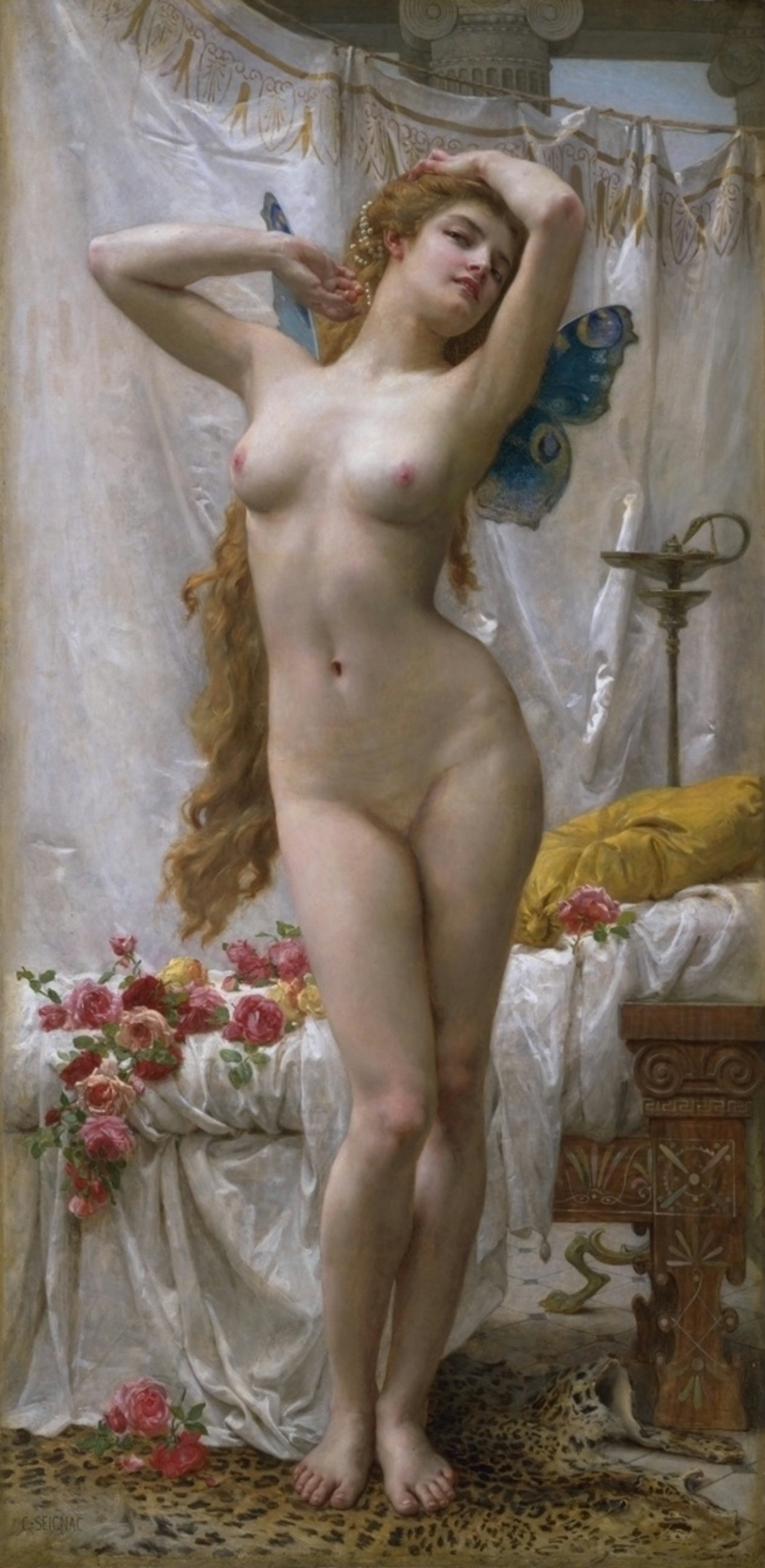
Le réveil de Psyché
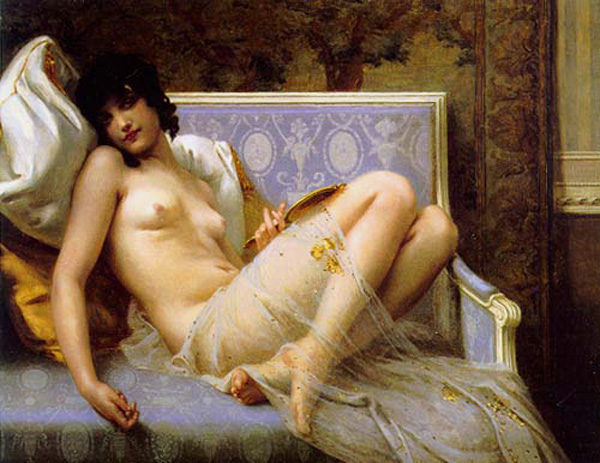
Jeune femme nue sur un canapé